# Lingua dei segni spagnola
La lingua dei segni spagnola o LSE (in spagnolo Lengua de Signos Española) è una lingua dei segni utilizzata in Spagna.

## Storia
La lingua dei segni catalana si è sviluppata nelle comunità dei sordi in Spagna a partire dal XIX secolo. La lingua segnica attuale è affine alla segnologia iberica.